# Elise Haighton
Elise Adelaïde Haighton pseudoniemen Brun(e)hilde en Hroswitha, (Amsterdam, 28 mei 1841 - Den Haag, 11 augustus 1911) was vrijdenkster en feministe.

## Opleiding
Zij was de dochter van Richard Haighton, commissionair, en Antoinette Petronella Martha Finkensieper. Elise woonde samen met haar moeder, haar vader overleed op jonge leeftijd. Ze gaf enige jaren les op een lagere school en behaalde als een van de eerste vrouwen in Nederland de akte Middelbaar Onderwijs Nederlands. Daarna volgde ze enkele jaren lang de voorlezingen over geschiedenis van letterkundige Willem Doorenbos.

## Publicaties
In de jaren zeventig van de 19e eeuw gaf zij haar dictaat van Doornbos' lezingen uit en publiceerde in 1906 een levensbeschrijving over hem. Ze deed dat onder pseudoniem, vrouwen werden in die tijd nog niet geacht om literatuur te publiceren. Haar pseudoniem Hroswitha verwijst naar de middeleeuwse schrijfster Hroswitha die in het klooster de vrijheid vond om zich te studeren. Brun(e)hilde was een mythische vrouw die niet bukken wilde voor de man in wie zij haar meerdere niet erkennen kon. In letterkundige bijdragen kwam ze in botsing met Conrad Busken Huet, Charles Boissevain en ook Geertruida Bosboom-Toussaint. Elise Haighton kwam met haar mening over de vrouwenkwestie (feminisme) op voor vrouwen die zich op enigerlei gebied onderscheidden. Dat konden klassieke toneelspeelsters zijn, maar ook vrouwen als Anna Maria van Schuurman, Elise van Calcar en Mina Kruseman. Vrouwen dienden zich volgens Haighton net als mannen zoveel mogelijk te ontwikkelen en zich nuttig te maken voor de maatschappij. Ze was in 1876 dan ook een van de initiatiefneemsters van het Leesmuseum voor Vrouwen in Amsterdam.

## Vrijdenker
Ze zag de christelijke kerk als een belemmering voor vrouwen om zich intellectueel te ontwikkelen. Ze trad daarom toe tot de vrijdenkersvereniging De Dageraad die veel aandacht besteedde aan de positie van vrouwen in verschillende landen. Als eerste vrouwelijke bestuurslid riep ze vrouwen op om gelijke toegang tot onderwijs en arbeidsmarkt te bereiken met gelijk loon voor gelijke arbeid. In lezingen kwam Haighton in verzet tegen de lage lonen en ongezonde werkomstandigheden van fabrieksarbeidsters en de wettelijk vastgelegde onmondigheid en handelingsonbekwaamheid van de gehuwde vrouw. Vrouwen waren hierdoor afhankelijk van mannen en hadden door de onthouding van stemrecht geen politieke macht daar iets aan te doen. 'Volledig kiesrecht voor de vrouw' was dan ook een van de vrouwenrechten die veranderd dienden te worden. Binnen de Dageraad had ze twee goede vriendinnen: Aletta Jacobs en Titia van der Tuuk. Samen organiseerden zij de poging van Aletta, om het stemrecht op te eisen. Aletta was de enige die voldoende belasting betaalde, om daarvoor in aanmerking te komen. Zij verklaarde meer te zien in verbetering van de vrouwenrechten dan in de gepredikte revolutie van Ferdinand Domela Nieuwenhuis, die ook in het bestuur van de Dageraad zat. Tevens was zij betrokken bij de organisatie van de Nationale Tentoonstelling van Vrouwenarbeid in Den Haag (1898). Op deze en volgende congressen in Europa hield ze lezingen. Na haar dood in 1911 werd zij gecremeerd. Dit gebeurde in Duitsland omdat crematie in Nederland toen wettelijk verboden was.

## Publicaties
- 'Mevr. E. van Calcar. De dubbele roeping der vrouw' in: De Gids, 1873, IV, 177-207
- Gier-Wally. Een Tiroolsch verhaal. Amsterdam, Mooij, 1875. Vert. van: Die Geier-Wally; eine Geschichte aus den Tyroler Alpen van Wilhelmine von Hillern-Birch
- Open brief aan dr. D. J. Steyn Parvé, inspecteur van het Middelbaar Onderwijs. Amsterdam, H. W. Mooij, 1875. Reactie op een artikel getiteld: De Hoogere Burgerscholen in 1874
- Tweede open brief aan dr. D. J. Steyn Parvé, inspecteur van het Middelbaar Onderwijs. Amsterdam, H. W. Mooij, 1876
- Door eigen kracht. Vert. van Wilhelmine von Hillern-Birch
- Clara Ziegler, haar leven en hare kunst. Amsterdam, Jan D. Brouwer, 1877
- Beelden. Utrecht, Beijers, 1878
- Louise's liefde. Een karakterschets. Deventer, H.J. ter Gunne, 1879
- 'De vrouw in Nederland'in: Vragen des Tijds, 1883, I, 385-400
- 'A Dutch Lady-Doctor' (over Aletta Jacobs) in: The Phrenological Journal, 1883, 1, 199-205, 259-261
- 'Een teeken des tijds' in: Vragen des Tijds, 1884, II, 74-88
- Sociale hervorming. Onthulling der middelen tot bevrijding der geldheerschappij en tot vrijmaking van den arbeid. Koog aan de Zaan, Smit, 1885. Vert. van: Soziale Reform van Franz Stoepel. Leipzig, 1884-1885
- Zijn wagen kruien en er zelf inzitten. I. Betalen. II. Van houen & trouwen, uit het Burgerlijk Wetboek. III. Beroepskeuze der vrouw. en studie. Amsterdam, Ten Brink & De Vries, 1893-1894
- 'Het heele land in 't klein. (Een woord tot alle hooggestemde mannen en vrouwen)' in: Vragen des Tijds, 1895, II, 166-184
- Het heele land in 't klein. Een woord tot alle hooggestemde mannen en vrouwen. Amsterdam, Vereeniging voor vrouwenkiesrecht, 1895
- 'Cornélie Huygens en het feminisme' in: Evolutie, 29.4.1896, 36-38
- 'Te Parijs' (over het Internationale Feministencongres te Parijs) in: De Amsterdammer, 31.5 en 14.6.1896
- 'Het vrouwencongres te Berlijn' in: Sociaal Weekblad, 10.10.1896, 326-328
- 'Het Feministen-congres te Brussel van 4-8 Augustus' in: De Amsterdammer, 29.8 en 5.9.1897
- 'Het gevangeniswezen' in: Nationale Tentoonstelling van Vrouwenarbeid: Maatschappelijke Toestand der Vrouwen (Amsterdam 1899) 87-114
- 'Terugblik op de vergadering van den Intern. Raad en het Intern. Congres van vrouwen' in: De Amsterdammer, 16.7.1899
- Is wettelijke regeling van vrouwenarbeid gewenst?. In: Vragen des Tijds, 1903, II, 50-76
- 'Internationale vrouwen-energie' (over het congres van de Internationale Vrouwenraad te Berlijn) in: Vragen van den Dag, 1904, 704-722
- 'Groote woorden' in: De Dageraad. Geschiedenis, Herinneringen en Beschouwingen, 1856-1906 (Amsterdam 1906) 285-286
- Dr. Willem Doorenbos. 's-Gravenhage, Nijhoff, 1906
- 'De wereldbond voor vrouwenkiesrecht te Kopenhagen' in: Vragen des Tijds, 1907, 1, 134-150
- Kalm werken en onstuimig handelen. Amsterdam, Vragen van den Dag, 1907
- 'Hoe de internationaal verbonden vrouwen voor haar kiesrecht werken' (over het congres van de Wereldbond voor Vrouwenkiesrecht te Amsterdam) in: Vragen van den Dag, 1908, 851-861
- 'Het Londensche congres voor vrouwenkiesrecht' in: Vragen des Tijds, 1909, II, 304-318.